# Mikhaïl Bulgàkov
  Mikhaïl Bulgàkov  (rus: Михаил Афанасьевич Булгаков)  (Kíiv, 3 de maig de 1891 (Julià) - Moscou, 10 de març de 1940), nom complet amb patronímic Mikhaïl Afanàssievitx Bulgàkov, fou un escriptor rus i soviètic. La seva obra més coneguda és El mestre i Margarida (Мастер и Маргарита), en què barreja hàbilment la fantasia amb la realitat —de tal manera que el fantàstic passa per real, i el real, per fantàstic—, així com les èpoques i els llocs —Jerusalem al segle i, sota Ponç Pilat, i Moscou, en els anys 1930, sota la dictadura soviètica.

## Vida

### Primers anys
Mikhaïl Bulgàkov era l'hereu d'Afanassi Ivànovitx Bulgàkov, fill d'un prebost de la gubèrnia d'Oriol, actual óblast de Briansk (ell mateix va ser professor d'història de les religions occidentals a l'acadèmia de Kíev), i de Varvara Mikhàilovna, de soltera Pokróvskaia, filla d'un arqueprebost de Karàtxev (óblast de Briansk), que fou mestra abans de casar-se. Afanassi va néixer a Baititxi, un llogaret a l'actual districte de Jiriatinski de l'óblast de Briansk, on el seu pare era un sacerdot, i es va traslladar a Kíev per estudiar a l'acadèmia. Varvara Bulgakova va néixer a Karàtxev, Rússia. L'àvia materna de Bulgàkov era nascuda a Turbín. Va tenir quatre germanes i dos germans. El 1901 en Mikhaïl va entrar al liceu Aleksàndrovski de Kíev. El mateix any, els Bulgàkov fan construir una datxa a Butxa, a 30 quilòmetres de Kíev, on es reunien a l'estiu i organitzaven espectacles d'aficionats familiars i amics. La família apreciava i practicava la música, i en Mikhaïl aprengué a tocar el piano. A casa dels Bulgàkov hi regnaven l'amistat, el respecte i l'amor mutu dins d'una família nombrosa i feliç. Des de la infància Bulgàkov ja tenia inclinacions envers el teatre. A casa, va escriure comèdies, que els seus germans i germanes interpretaven.
El 1901 Bulgàkov va accedir al gymnasium Aleksàndrovski de Kíev, on va desenvolupar el seu interès per les literatures russa i europea (els seus autors favorits en aquell moment eren Gógol, Puixkin, Dostoievski, Saltikov-Sxedrín i Dickens), el teatre i l'òpera. Els professors del Gymnasium exerciren una gran influència en la formació del seu gust literari.
Després de la mort del seu pare el 1907, la mare de Mikhaïl, una persona ben educada i extraordinàriament diligent, va assumir la responsabilitat de la seva educació. Després de graduar-se al Gymnasium el 1909, Bulgàkov va ingressar a la Facultat de Medicina de la Universitat de Kíiv, i hi va acabar amb una menció especial. A continuació, va treballar com a metge a l'Hospital Militar de Kíev.
El 1913, es va casar amb Tatiana Lappa. Amb l'esclat de la Primera Guerra Mundial, es va oferir com a voluntari a la Creu Roja com a doctor en medicina i va ser enviat directament al front, on va ser ferit de gravetat com a mínim dues vegades. El patiment de Bulgàkov per aquestes ferides va tenir efectes perjudicials a llarg termini. Per suprimir el dolor crònic, especialment a l'abdomen, es va injectar morfina. Durant l'any següent, la seva addicció es va fer més forta. El 1918, va abandonar la morfina i mai més no la va utilitzar de nou. La morfina, un llibre publicat el 1926, és el relat d'aquest període de prova.
El 1916, Bulgàkov es va graduar al Departament de Medicina de la Universitat de Kíiv i, després de servir com a cirurgià a l'hospital de Txernivtsí (llavors Txernovtsí), va ser nomenat metge de l'óblast de Smolensk. La seva vida en aquests dies es reflecteix en el seu Quadern de camp d'un metge. El setembre del 1917, Bulgàkov va ser traslladat a l'hospital de Viazma, prop de Smolensk. Al febrer de 1918, va tornar a Kíev, on va obrir una clínica privada al seu domicili particular. Aquí hi va viure durant la Guerra Civil russa i va ser testimoni de deu cops. Els successius governs contractaren el jove metge per al seu servei, mentre dos dels seus germans servien a l'Exèrcit Blanc contra els bolxevics.
Al febrer de 1919 va ser mobilitzat com a metge per l'Exèrcit Popular d'Ucraïna i se l'assignà a la regió del Caucas del Nord. Allà va emmalaltir greument de tifus i amb prou feines va sobreviure. Al Caucas va començar a treballar com a periodista, però quan se li va convidar a tornar com a metge per part dels governs francès i alemany, a Bulgàkov se li va negar el permís per sortir de Rússia a causa del tifus. Aquesta va ser l'última vegada que va veure la seva família, després de la Guerra Civil i el sorgiment dels soviets. La majoria dels seus parents van emigrar a París.

### Carrera literària
Després de la malaltia Bulgàkov va abandonar la seva carrera com a metge per la d'escriptor. En la seva autobiografia, va recordar com va començar a escriure: "Un cop, el 1919, quan viatjava en la nit amb tren vaig escriure una història curta en la ciutat on el tren es va aturar, vaig fer la història per a l'editor del diari, el qual la va publicar". Tot i que va fer les seves primeres passes com a escriptor a Kíev, només va decidir deixar la medicina per dedicar-se al seu amor per la literatura el 1919. El seu primer llibre va ser un almanac de fulletons anomenat Perspectives futures, escrit i publicat el mateix any. Al desembre de 1919 Bulgàkov es va traslladar a Vladikavkaz. Va escriure i va veure les seves dues primeres obres, Autodefensa i Els dies dels Turbin, que es produeixen durant l'etapa de teatre de la ciutat amb gran èxit.
Després de viatjar a través del Caucas, Bulgàkov es va dirigir a Moscou, amb la intenció "de romandre aquí per sempre". Era difícil trobar una feina a la capital, però va ser nomenat secretari de la secció literària del Glavpolitprosvet (Comitè Central de la República per a l'Educació Política). El setembre del 1921 Bulgàkov i la seva dona es van establir prop dels estanys del Patriarca, prop de l'estació de metro Maiakóvskaia, al carrer Bolxaia Sadóvaia, 10. Per guanyar-se la vida, va començar a treballar com a corresponsal i escriptor de fulletons per als diaris Gudok, Kràsnaia Panorama i Nakanune, amb seu a Berlín. Per a l'almanac Nedra, va escriure Diaboliada, Els ous fatals (1924), i Cor de gos (1925), obres que combinaven la sàtira amarga i elements de ciència-ficció i que es preocupaven pel destí d'un científic i la utilització indeguda del seu descobriment. Les característiques més significatives de la sàtira de Bulgàkov, com ara una hàbil barreja d'elements fantàstics i realistes, situacions grotesques, i la preocupació per qüestions ètiques importants, ja havien pres forma; aquestes característiques es desenvoluparien encara més en la seva novel·la més famosa.
Entre 1922 i 1926 Bulgàkov va escriure diverses obres de teatre (incloent l'Apartament de Zoika), cap de les quals va rebre autorització per ser produïda en el seu moment. En marxa (rus: Бег), que tractava dels horrors d'una guerra fratricida, va ser prohibit personalment per Ióssif Stalin després que el Glavrepertkom (Departament de Repertori) decidís que "glorificava l'emigració i els generals blancs". El 1925 Bulgàkov es va divorciar de la seva primera dona i es va casar amb Ievguènievna Liubov Belozérskaia.
Quan un dels directors de teatre de Moscou va criticar severament Bulgàkov, Stalin personalment el va protegir, dient que un escriptor de la qualitat de Bulgàkov estava per damunt de les "paraules de partit" com ara "esquerra" i "dreta". Stalin va trobar feina per al dramaturg en un petit teatre de Moscou, i al costat del Teatre d'Art de Moscou (TAM). El 5 d'octubre de 1926, Els dies dels Turbin, l'obra que continuava amb el tema de La Guàrdia Blanca (el destí dels intel·lectuals i oficials de l'exèrcit tsarista rus atrapats en la revolució i la guerra civil) va ser estrenada al TAM. A Stalin li va agradar molt i es diu que la va veure almenys 15 vegades.
Ivan Vassílievitx, Els darrers dies (Puixkin), i Don Quixot foren prohibides. L'estrena d'una altra, Molière (La càbala dels hipòcrites), en què Bulgàkov s'endinsava en el "París de fades del segle XVII", va rebre males crítiques al Pravda i l'obra va ser retirada del repertori teatral. El 1928, L'apartament de Zoika i L'illa porpra van ser representades a Moscou; ambdues comèdies van ser acceptades pel públic amb gran entusiasme, però els crítics de nou els van donar males crítiques. Pels volts de març de 1929, la carrera de Bulgàkov es va arruïnar quan la censura governamental va impedir la publicació d'alguna de les seves obres i la posada en escena d'alguna de les seves obres de teatre.
Desesperat, Bulgàkov primer va escriure una carta personal a Ióssif Stalin (juliol de 1929); a continuació, el 28 de març de 1930, una carta al govern soviètic. Demanava permís per emigrar si la Unió Soviètica no li podia trobar utilitat com a escriptor. En la seva autobiografia, Bulgàkov va afirmar haver escrit a Stalin per desesperació i angoixa mental. Va rebre una trucada telefònica directament del líder soviètic, que va demanar a l'escriptor si realment volia sortir de la Unió Soviètica. Bulgàkov li va respondre que un escriptor rus no pot viure fora de la seva pàtria. Stalin li va donar permís per seguir treballant en el Teatre d'Art; el 10 maig 1930, es reincorporava al teatre, com a assistent de director d'escena. Més tard va adaptar l'obra de Gógol Ànimes mortes per a l'escena.
El 1932, Bulgàkov es va casar per tercera vegada, amb Ielena Xilóvskaia, que resultaria ser la inspiració per al personatge de Margarida en la seva novel·la més famosa, que va començar a treballar el 1928. Durant l'última dècada de la seva vida, Bulgàkov va seguir treballant en El mestre i Margarida; va escriure obres teatrals, obres crítiques, històries, i va fer diverses traduccions i dramatitzacions de novel·les i llibrets. Molts d'ells no van ser publicats, altres foren "fetes miques" pels crítics. Gran part de la seva obra —que ridiculitzava el sistema soviètic— es va quedar al calaix del seu escriptori durant diverses dècades. Malgrat el seu nou treball, els projectes sobre els quals va treballar en el teatre sovint foren prohibits, i se sentia tens i infeliç.

### Darrers anys
A finals de 1930 es va incorporar al Teatre Bolxoi com a llibretista i consultor. Se'n va anar després de percebre que cap de les seves obres es produiria allà. El favor de Stalin protegí Bulgàkov d'arrestos i execucions, però no va poder aconseguir que es publiquessin els seus escrits. Les seves novel·les i drames van ser posteriorment prohibits i, per segona vegada, es va arruïnar la carrera de Bulgàkov com a dramaturg. Quan la seva última obra, Batum (1939), un retrat de cortesia de les primeres jornades revolucionàries de Stalin, va ser prohibida abans dels assajos, Bulgàkov va demanar permís per sortir del país, però aquesta petició va ser rebutjada.
En mal estat de salut, Bulgàkov va dedicar els seus últims anys al que anomenà la seva novel·la d'"ocàs". Els anys 1937-1939 per a Bulgàkov van ser anys estressants, ja que virava de llampades d'optimisme, creient que la publicació de la seva obra mestra encara seria possible, a episodis de depressió, quan se sentia com si no hi hagués esperança. El 15 de juny de 1938, quan el manuscrit era gairebé acabat, Bulgàkov va escriure en una carta a la seva esposa:
"Davant meu 327 pàgines del manuscrit (uns 22 capítols). El més important hi roman (...) editar serà difícil, i hauré de parar molta atenció als detalls. Potser fins i tot tornaré a escriure algunes coses... 'Quin és el seu futur? em preguntes. No ho sé. Possiblement, es desarà el manuscrit en un dels calaixos, al costat de les meves obres "assassinades", i a vegades serà en els teus pensaments. Aleshores, una altra volta, no coneixes el futur. El meu judici sobre el llibre ja està fet i crec que realment mereix ser amagat en la foscor d'algun pit..."
El 1939 Mikhaïl Bulgàkov va organitzar una lectura privada d'El mestre i Margarida al seu cercle d'amics. Ielena Bulgàkova recordaria 30 anys després: "Quan per fi va acabar de llegir aquella nit, va dir: "Bé, demà agafaré la novel·la i la duré a l'editorial! i tothom es va quedar en silenci. Tothom estava assegut paralitzat. Tots es van espantar. P. (P. A. Markov, a càrrec de la divisió de la literatura de TAM), més tard a la porta amb por va intentar explicar-me que tractar de publicar la novel·la seria causa de coses terribles", va escriure en el seu diari (14 de maig de 1939).
Mikhaïl Bulgàkov va morir de nefroesclerosi (un trastorn renal hereditari), el 10 de març de 1940. Va ser enterrat al cementiri de Novodévitxi a Moscou. El seu pare havia mort de la mateixa malaltia, i des de ben jove Bulgàkov havia endevinat el seu futur diagnòstic mortal.

## Principals obres

### Col·leccions
Notes i miniatures
Notes d'un jove metge

### Novel·les i contes
La Guàrdia Blanca
El mestre i Margarida
Els ous fatals
Cor de gos
Novel·la teatral
Diaboliada

### Altres històries
No 13. Casa Elpit-Rabkommuna 
L'esperallibres
Bohèmia
Era maig
El cafè
Aigua de vida
Encefalitis
Recordant ...
Perspectives venidores
Notes i miniatures
Notes als punys
Correspondència d'or de Ferapont Ferapóntovitx Kapórtsev
La ciutat de Kíev
Agenda amb l'emperador sobirà 
L'holandès errant
Un tipus pèssim 
Les aventures de Txítxikov
Vacances amb sífilis
Psalm
El llibertí
L'inspector fanfarró
El llac de la lluna brillant
Com Brockhaus pot fer l'organisme? 
Amic secret
Quatre retrats

## Traduccions al català
- El mestre i Margarida (Мастер и Маргарита). Traducció de Manuel de Seabra. Ed. de la Magrana – Edicions 62, Barcelona 1985. ISBN 84-7410-217-0.
- El Mestre i Margarita. Traducció de Xènia Dyakonova. Edicions Proa, 2021.
- Aquell foll d'en Jourdain (Полоумный Журдэн). Traducció de Josep Maria de Sagarra i Àngel. ESCENA. Barcelona, setembre de 1989. Text representat al Jove Teatre Regina (Barcelona, abril de 1990); vegeu: La Vanguardia.
- La Guàrdia Blanca (Белая гвардия). Traducció de Josep Maria Güell i Socias. Edicions 62, Barcelona, 1991. (Les Millors Obres de la Literatura Universal (MOLU). Segle XX. Núm. 54.) ISBN 978-84-297-3222-1.
- Els dies dels Turbin (Дни Турбиных). Traducció de Josep Maria de Sagarra i Àngel. Quaderns Crema, Barcelona, 1993. ISBN 978-84-7727-107-9. Text representat al Teatre Romea (Centre Dramàtic de la Generalitat de Catalunya) sota el títol La Guàrdia Blanca (Barcelona, abril de 1993); vegeu: La Vanguardia.
- Cor de gos (Собачье сердце). Traducció de Josep Maria de Sagarra i Àngel. Club Editor-Columna, Barcelona 1993. ISBN 978-84-7329-062-3.
- Morfina Relats d'un jove metge. Traducció de Jaume Creus. Edicions de 1984, Barcelona 2012. ISBN 978-84-92440-87-0
- Notes d'un difunt (Novel·la teatral). Traducció de Xènia Dyakonova i José Mateo. Marbot Edicions, Barcelona, 2022.